# Honorio Delgado
Honorio Ramón Francisco Augusto Delgado Espinoza (Arequipa, 26 settembre 1892 – Lima, 27 novembre 1969) è stato uno psichiatra e filosofo peruviano.

## Biografia
Ultimo figlio maschio di nove figli di Juan Ramón Delgado, un ricco mugnaio, e di Luisa Espinoza, il padre gli fece impartire un'educazione rigorosa e di alto livello. Studiò al Colegio San Vicente de Paúl, diretto dal lazzarista Hipólito Duhamel, dove imparò il francese e il latino, continuando gli studi secondari al Colegio de la Independencia Americana fino al 1908.
Studiò scienze naturali all'Università nazionale di Sant'Agostino ad Arequipa, conseguendo il baccellierato nel 1914 con una tesi di centoquattordici pagine intitolata "Grandi questioni dell'eredità"; in questo periodo conobbe un giovane, affetto da schizofrenia, che lo introdusse alla lettura di Friedrich Nietzsche. Il primo gennaio 1915 apparve su El Comercio, un suo articolo che esponeva i principi fondamentali della psicoanalisi, sottolineando le connessioni ideologiche tra Sigmund Freud e Nietzsche.
Frequentò poi la Facoltà di medicina "San Fernando" dell'Università Nazionale Maggiore di San Marco a Lima, dove ebbe per professore Hermilio Valdizán e si laureò in medicina il ventiquattro aprile 1918 con una tesi sulla psicoanalisi; nello stesso anno fondò con Valdizán la rivista accademica Revista de Psiquiatría y Disciplinas Conexas, di cui fu condirettore, e che divenne nella sua breve esistenza fino al 1924 il principale organo di diffusione della psicoanalisi in Perù e nell'America meridionale.
Nel 1919 cominciò la corrispondenza tra Freud e Delgado, al punto che lo stesso Freud lo citò come l'unico rappresentante latinoamericano della psicoanalisi nella sua Per la storia del movimento psicoanalitico. I due si incontrarono una prima volta a Weimar nel 1922 durante un congresso psicoanalitico — dove ebbe modo di conoscere inoltre Carl Gustav Jung, Alfred Adler, Ernest Jones, Otto Rank, Oskar Pfister, William White e Hanns Sachs — e la seconda volta a Semmering nel 1927.
Il tre gennaio 1920 conseguì il dottorato presentando una tesi dal titolo "Natura elementare del processo di funzione"; nello stesso anno assunse la direzione del corso di patologia generale all'Università di San Marco. Il ventinove dicembre 1923, infine, si laureò in scienze naturali con una tesi dal titolo "La riumanizzazione della cultura scientifica da parte della psicologia", che trattava principalmente di psicologia. Nel 1924 gli fu affidata la cattedra di biologia generale alla Facoltà di scienze e nel 1928 divenne titolare della cattedra di psicologia alla Facoltà di filosofia, storia e lettere.
Alla morte del maestro Valdizán gli venne assegnata la cattedra di psichiatria e neuropatologia e nel 1938 fondò insieme a Julio Óscar Trelles Montes la Revista de Neuro-Psiquiatría. Dopo la morte di Freud, e precisamente nel 1940, si distacca totalmente dalla psicoanalisi per abbracciare l'emergente psichiatria fenomenologica.
Il diciassette giugno 1948 venne nominato ministro dell'istruzione nel governo di José Luis Bustamante y Rivero, incarico che mantenne fino al 27 ottobre dello stesso anno, data del colpo di Stato di Manuel A. Odría. Nel settembre 1950 si recò a Parigi con il suo allievo Federico Sal y Rosas per partecipare al primo congresso internazionale di psichiatria. Fu preside di Facoltà all'Università di San Marco e rettore all'Università peruviana Cayetano Heredia.

## Opere
- Honorio Delgado, El psicoanálisis, 1919.
- Honorio Delgado, Algunos aspectos de la psicologia del niño, 1922.
- Honorio Delgado, Rehumanización de la cultura scientifica por la psicologia, 1923.
- Honorio Delgado, Sigmund Freud, 1926.
- Honorio Delgado, La formación espiritual del individuo, 1933.
- Honorio Delgado, Psicología, 1933.
- Honorio Delgado, La personalidad y el carácter, 1943.
- Honorio Delgado, Ecología, tiempo anímico y existencia, 1948.
- Honorio Delgado, Contribuciones a la psicología y la psiquiatría, 1962.